# VV Heerenveen in het seizoen 1956/57
Het seizoen 1956/1957 was het derde jaar in het bestaan van de Heerenveense betaaldvoetbalclub Heerenveen. De club kwam uit in de Tweede divisie A en eindigde daarin op de achtste plaats. Tevens deed de club mee aan het toernooi om de KNVB beker, hierin werd in de tweede ronde verloren van Oldenzaal (1–2).

## Wedstrijdstatistieken

### Tweede divisie A
|       | Be Quick | Enschedese Boys | Go Ahead | Heracles | Leeuwarden | Oldenzaal | Oosterparkers | PEC   | Rheden | Tubantia | Veendam | Velocitas | Zwartemeer | Zwolsche Boys |
| ----- | -------- | --------------- | -------- | -------- | ---------- | --------- | ------------- | ----- | ------ | -------- | ------- | --------- | ---------- | ------------- |
| Thuis | 1 – 3    | 2 – 2           | 1 – 1    | 1 – 1    | 3 – 1      | 1 – 2     | 4 – 0         | 3 – 5 | 0 – 5  | 1 – 3    | 1 – 1   | 6 – 2     | 3 – 3      | 1 – 0         |
| Uit   | 2 – 1    | 1 – 2           | 1 – 2    | 3 – 0    | 8 – 2      | 4 – 6     | 2 – 4         | 4 – 1 | 2 – 1  | 2 – 2    | 0 – 1   | 2 – 2     | 2 – 2      | 2 – 2         |

### KNVB beker
| 1e ronde                                              | Heerenveen         | 1 – 0 (0 – 0) | Friesland                         |
| 21 augustus 1956 Plaats: Heerenveen J.H. Kruisstraat  | Germ Hofma 90'     |               |                                   |
| 2e ronde                                              | Heerenveen         | 1 – 2 (0 – 1) | Oldenzaal                         |
| 23 september 1956 Plaats: Heerenveen J.H. Kruisstraat | Aaldrik Engels 47' |               | 3' Gerrit de Leeuw 57' Toon Valks |

## Statistieken Heerenveen 1956/1957

### Eindstand Heerenveen in de Nederlandse Tweede divisie A 1956 / 1957
| Stand | Gespeeld | Gewonnen | Gelijk | Verloren | Punten | Doelpunten voor | Doelpunten tegen |
| ----- | -------- | -------- | ------ | -------- | ------ | --------------- | ---------------- |
| 8e    | 28       | 9        | 9      | 10       | 27     | 56              | 64               |

### Topscorers
| #              | Naam                      | Goal |
| -------------- | ------------------------- | ---- |
| 1.             | Cees Groot                | 26   |
| 2.             | Sjoerd Veenstra           | 10   |
| 3.             | Germ Hofma                | 5    |
| 4.             | Homme Siebenga            | 4    |
| 5.             | Aaldrik Engels            | 2    |
| 5.             | Jaap Waslander            | 2    |
| 7.             | Bart Hainje               | 1    |
| 7.             | Henk Hofma                | 1    |
| 7.             | Wim Molenaar              | 1    |
| 7.             | Harm Postma               | 1    |
| 7.             | Klaas Ringia              | 1    |
| 7.             | Anne Santema              | 1    |
| Eigen doelpunt |                           |      |
| –              | Arp Hiemstra (Leeuwarden) | 1    |
| Totaal         | Totaal                    | 56   |

| #      | Naam           | Goal |
| ------ | -------------- | ---- |
| 1.     | Aaldrik Engels | 1    |
| 1.     | Germ Hofma     | 1    |
| Totaal | Totaal         | 2    |